# Samurai Spirits 2: Asura Zanmaden
Samurai Spirits 2: Asura Zanmaden (SAMURAI SPIRITS 2 ~アスラ斬魔伝~?, Samurai Spirits 2 Asura Zanmaden, lett. "Samurai Spirits 2 ~Asura il demone leggendario~") è un OAV del 1999 prodotto da Ajia-do Animation Works tratto dalla serie di videogiochi Samurai Shodown, il quale funge da prefazione agli eventi di Samurai Shodown 64: Warriors Rage.
La miniserie è composta da due episodi dalla durata di 29 minuti l'uno e fu distribuita in esclusiva per il mercato giapponese. Funge da sequel alle vicende dello special Samurai Spirits - Apocalisse a Edo ed a differenza di quest'ultimo è inedito in Italia.
Dall'OAV è stato tratto anche un adattamento in versione light novel, scritto da Takashi Umemura e pubblicato da Enix.

## Trama
In una notte di Luna piena, il samurai Genjuro Kibagami completa un massacro in piena regola, uccidendo quindici uomini incontrati lungo il suo cammino per guadagnare 300 ryō. Poco dopo decide di rilassarsi sorseggiando del vino che aveva dietro con sé ma si accorge che qualcuno lo sta osservando, questi si rivela essere Asura, un potente demone che dopo avergli chiesto se fosse stato lui l'autore di quella serie di omicidi, afferma in maniera disinteressata di non volere avere niente a che fare con lui e decide di andarsene. Tuttavia Genjuro non può permettere che vi siano testimoni e lo insegue, iniziando un duello con quest'ultimo, ma alla fine ne uscirà sconfitto venendo ucciso da Asura.
Il giorno successivo si scopre che Haohmaru è ospite di Rimururu e della sorella Nakoruru, anche se quest'ultima si trova nei pressi di una foresta in compagnia dell'amico falco Mamahaha e trascorre un po' di tempo felice e spensierata immersa nella natura, tuttavia vede una giovane donna che cammina a fatica alla riva del fiume e poco dopo cade a terra priva di forze. Nakoruru si precipita ad assisterla e guardandola più da vicino si accorge che si tratta di una sua vecchia conoscenza, ovvero Shiki. Nel frattempo Haohmaru si sta allenando vicino ad un altro corso d'acqua ed incontra l'amico Galford che lo avvisa che Yuga il dio della distruzione sta usando Shiki per tentare di ucciderlo e lo fa riflettere sul fatto che stia esitando troppo nel non volerle togliere la vita. Nakoruru intanto ha portato Shiki in una casetta dove accende un fuoco per riscaldarsi, la donna sembra aver ripreso conoscenza ma decide di rimanere in un lungo silenzio nonostante le premure della ragazza, la quale ricorda di quando il suo amico samurai tentò di eliminare Shiki per il semplice fatto di essere una marionetta di Yuga ma in quell'occasione Nakoruru si oppose cercando di trovare un compromesso per salvare tutti quanti credendo che la donna potesse redimersi in quanto era manovrata dal dio malvagio.
Tornando al presente, Nakoruru avverte la presenza di Asura nelle vicinanze e tenta di far fuggire Shiki ma il demone si palesa dinanzi a loro, facendo capire che mira alla morte di quest'ultima, la giovane sacerdotessa allora la fa scappare e combatte contro Asura venendo sconfitta. Oramai alle strette, sopraggiunge Haohmaru che la salva; la ragazza inizia a seguire Shiki e trova quest'ultima a terra con Galford che estrae la spada per eliminarla una volta per tutte ma riesce a fermarlo appena in tempo, esprimendo il suo disappunto al riguardo, ma sopra al ramo di un albero appare Rera, il suo alter ego, che le dice che deve prendere una decisione, o essere amica di Galford oppure uccidere Shiki.
Questa si rialza e tenta di uccidere Nakoruru ma Galford riesce a salvare l'amica, venendo però ferito non troppo gravemente e nel mentre l'assassina fugge via. Haohmaru sconfigge Asura ma gli risparmia la vita, e decide di tornare a casa di Rimururu per riposarsi e riprendersi dalle grandi ferite subite. Il giorno successivo Nakoruru torna nella solita foresta e qui incontra Rera, le due parlano dal rispettivo punto di vista cosa sia giusto e sbagliato nei doveri di una sacerdotessa, e tra questi vi sono anche combattere ed uccidere il male se è necessario. Rimururu vuole raggiungere a sua volta Nakoruru per parlarle ma sfortunatamente incontra Shiki che tenta di ucciderla evocando un mostro, il quale viene eliminato da Haohmaru, ancora malconcio, che in seguito si scontra con la donna e Rimururu cerca di dare una mano all'amico samurai. A questo punto ritorna Asura che colpisce entrambe con delle frecce, arriva anche Nakoruru che cerca di placare l'animo del demone ma invano, in quanto questi fa cadere giù dalla montagna sia lei che Shiki, lo scontro riprende di sotto tra Nakoruru e Asura, la prima ne esce vincitrice e lo risparmia, ora però il demone vuole sfruttare la bontà del suo cuore per attaccarla alle spalle ma Shiki le fa da scudo, materializzando con il suo sangue un portale che fa apparire delle catene con cui sigilla sia lei che Asura all'inferno.
Il giorno successivo, con la pace oramai tornata, Nakoruru dice a Haohmaru di voler partire per un viaggio per trovare delle risposte alle sue domande, e poco prima di lasciare il villaggio incontra un'ultima volta Rera che le raccomanda di tornare sana e salva.

## Distribuzione
L'OAV è stato distribuito in Giappone su due laserdisc, pubblicati rispettivamente il 25 giugno 1999 ed il 30 settembre seguente.

## Doppiaggio
Rispetto allo special televisivo Samurai Spirits - Apocalisse a Edo, cambiano le voci di Nakoruru, Haohmaru e Galford.
| Personaggio      | Doppiatore     |
| ---------------- | -------------- |
| Nakoruru         | Harumi Ikoma   |
| Rimururu         | Keiko Kamitani |
| Haohmaru         | Daiki Nakamura |
| Galford          | Mantarō Koichi |
| Genjuro Kibagami | Kong Kuwata    |
| Rera             | Harumi Ikoma   |
| Shiki            | Kaori Minami   |
| Asura            | Kazuya Ichijō  |

## Episodi
| Nº | Titolo italiano (traduzione letterale) Giapponese 「Kanji」 - Rōmaji                                                                                    | Prima edizione    | Prima edizione |
| Nº | Titolo italiano (traduzione letterale) Giapponese 「Kanji」 - Rōmaji                                                                                    | Giapponese        |                |
| 1  | Samurai Spirits 2 ~Asura il demone leggendario~ (prima parte) 「SAMURAI SPIRITS 2 ~アスラ斬魔伝~（後編）」 - Samurai Spirits 2 Asura Zanmaden (zenpen)  | 25 giugno 1999    |                |
| 2  | Samurai Spirits 2 ~Asura il demone leggendario~ (seconda parte) 「SAMURAI SPIRITS 2 ~アスラ斬魔伝~（後編）」 - Samurai Spirits 2 Asura Zanmaden (kōhen) | 30 settembre 1999 |                |

## Seguito
Il 25 maggio 2002 fu pubblicato un ulteriore OAV, intitolato Nakoruru: Ano hito kara no okurimono, il quale funge da sequel al viaggio che intraprende Nakoruru alla fine di questa serie. Come già accaduto con Asura Zanmaden, anche questo è inedito in Italia.